# Карл Гюстав Екман
Карл Гюстав Екман (швед. Carl Gustaf Ekman; 6 жовтня 1872; Чепінг, Вестманланд — 15 червня 1945; Стокгольм) — шведський політик та державний діяч, прем'єр-міністр Швеції з 1926 по 1928 рік та потім з 1930 по 1932 рік. Також обіймав посаду міністра фінансів Швеції у 1926 році.

## Біографія

### Ранні роки
Карл Екман народився в Мункторпі (нині муніципалітет Чепінг) у окрузі Вестманланд у родині фермера та солдата Карла Екмана та Йозефіни Сефстрьом. Він почав працювати у віці дванадцяти років як фермер. Читав все, що могло потрапити в руки, і згодом був залучений у Рух тверезості, де він став функціонером. Потім отримав посаду директора Товариства Інвалідів і Похоронного фонду Друзів Темперанс в промисловому місті Ескільстуна. У 1908 році був призначений головним редактором ліберальної газети «Ескілтуна-Курірен».

### Початок політичної кар'єри
Його спроби бути обраними в Риксдаг не вдалося через домінування соціал-демократів в Ескільстуні, але в 1911 році Ліберальна партія дала йому місце у верхній палаті графства Гевлеборг. Він швидко зарекомендував себе як провідний прихильник загальної заборони алкоголю в країні. У 1913 році він переїхав до Стокгольма і швидко отримав місце в Риксдагу.
Екман став найбільш впливовим і суперечливим політиком 1920-х років. Серед соціал-демократів його розглядали як «класового зрадника», який вийшов з робітничого середовища, але став членом несоціалістичної партії. Він був фактично за падінням декількох урядів соціал-демократів: кабінетів Карла Брантінга у 1923 році, Ріккарда Сендлера у 1926 році, а також Арвіда Ліндмана у 1930 році. У 1924 році Екман став лідером новоствореної «Народної партії» (Frisinnade folkpartiet), після того, як ті ліберали, які виступали проти сухого закону, відійшли до Ліберальної партії Швеції.
Як лідер партії він працював над посиленням впливу партії, співпрацюючи як з правими, так і з лівими. Його стратегія влади полягала в тому, щоб контролювати політичний центр для того, щоб «контролювати гру», через те що жоден блок не мав чіткої більшості у Риксдагу.

### Прем'єр-міністр
Після падіння Сендлера з влади в 1926 році Екман вперше став прем'єр-міністром. З 7 червня по 30 вересня 1926 року також обіймав посаду міністра фінансів Швеції. Він оновив старі дебати щодо місцевих податків із законом про пропорційне оподаткування, який діє досі. Він також завершив кардинальну реформу шкільної системи. На виборах 1928 року перемогла консервативна Генеральна виборча ліга, і він був змушений відмовитися від влади на користь Арвіда Ліндмана.

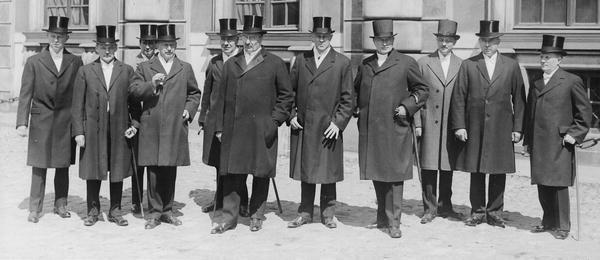
Другий кабінет Карла Гюстава Екмана

Екман повернувся на посаду прем'єр-міністра в 1930 році, коли він і Пер Альбін Ханссон розгромили пропозицію уряду щодо підвищення тарифів на зерно. Одночасно був міністром оборони з 1930 по 1931 рік. Його другий період перебування на посаді прем'єр-міністра був складним; міжнародна депресія, що почалася після краху Уолл-стріт 1929 року, досягла Швеції, що вплинуло як на промисловість, так і на сільське господарство. Традиційне ставлення Екама до екологічності ускладнювало для нього прийняття програм економічного стимулювання, які передбачали б значні державні витрати.
Помер у Стокгольмі 15 червня 1945 року.
Він був одружений з Лорою Екман (уроджена Відлунд), з якою він мав четверо дітей.